# IVC 3
IVC 3 - The War Continues foi o terceiro evento do International Vale Tudo Championship. O evento foi realizado no dia 10 de Dezembro de 1997.